# Svenska mästerskapen i friidrott 2009

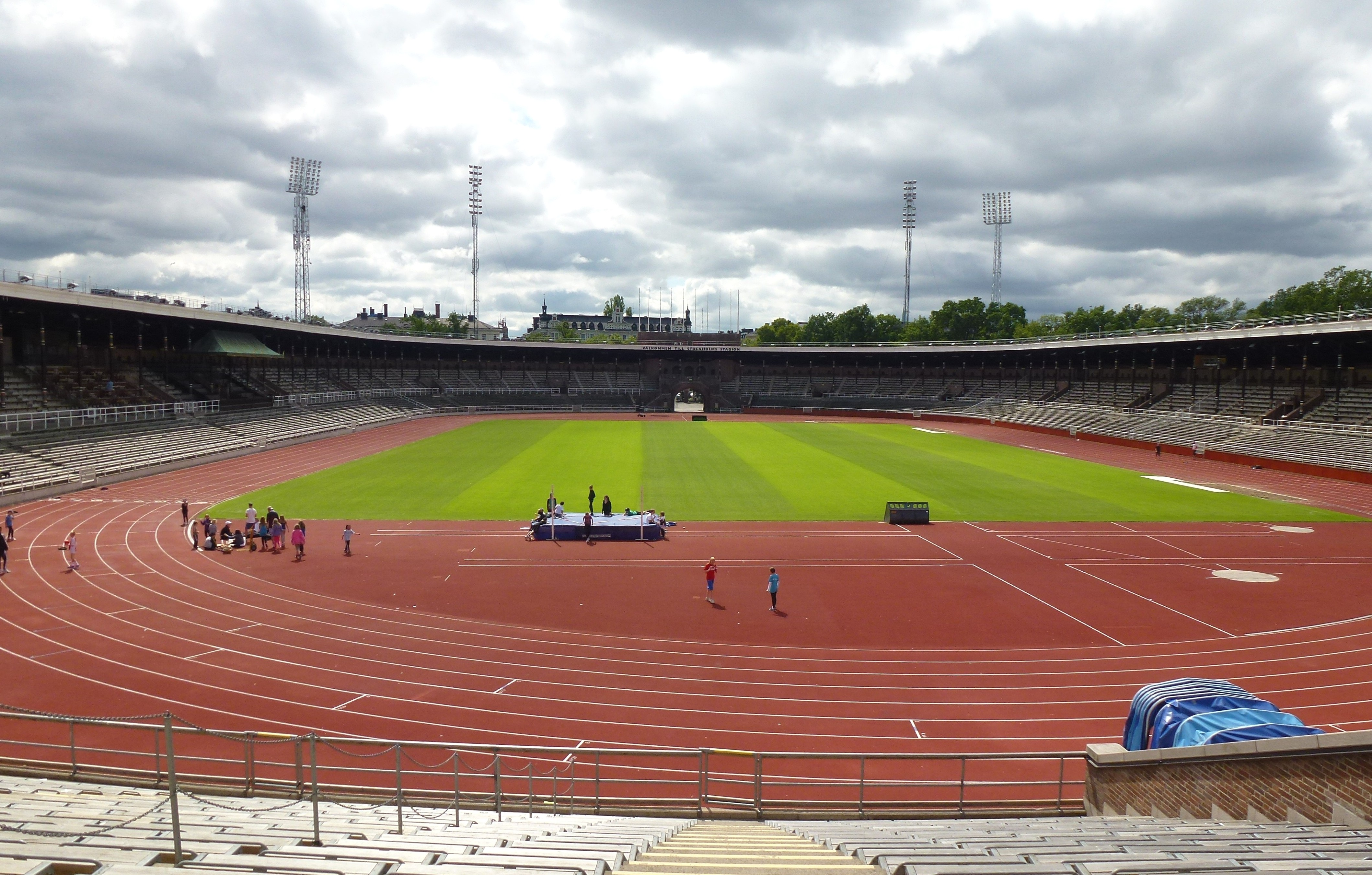
En del av tävlingarna hölls på Stockholms stadion.

Svenska mästerskapen i friidrott 2009 var uppdelat i  :
- SM terräng den 25 till 26 april i Tantolunden i Stockholm,
- SM halvmaraton den 16 maj i Göteborg,
- SM stafett den 23 till 24 maj på Tingvalla IP i Karlstad.
- SM maraton den 30 maj i Stockholm,
- SM lag den 1 juli på Stadion i Stockholm,
- Stora SM den 1 till 3 augusti i Malmö samt 12 augusti i Malmö (stav omhoppning)
- SM mångkamp den 5 till 6 september i Eskilstuna,

Tävlingen var det 114:e svenska mästerskapet i friidrott.

## Medaljörer, resultat

### Herrar
| Gren                     | Guld                | Guld                                                                  | Guld     | Silver            | Silver                                                              | Silver   | Brons               | Brons                                                               | Brons    |
| ------------------------ | ------------------- | --------------------------------------------------------------------- | -------- | ----------------- | ------------------------------------------------------------------- | -------- | ------------------- | ------------------------------------------------------------------- | -------- |
| 100 meter                | Stefan Tärnhuvud    | Sundsvalls FI                                                         | 10,46    | Oskar Åberg       | Solna FK                                                            | 10,58    | Daniel Persson      | Malmö AI                                                            | 10,62    |
| 200 meter                | Johan Wissman       | IFK Helsingborg                                                       | 20,75    | Nil de Oliviera   | Turebergs FK                                                        | 21,11    | Oskar Åberg         | Solna FK                                                            | 21,46    |
| 400 meter                | Nil de Oliviera     | Turebergs FK                                                          | 46,76    | Fredrik Johansson | IF Göta Karlstad                                                    | 47,16    | Alexander Nordkvist | Huddinge AIS                                                        | 47,43    |
| 800 meter                | Mattias Claesson    | Hässelby SK                                                           | 1:49,74  | Joni Jaako        | GoIF Tjalve                                                         | 1:50,91  | Thobias Ekhamre     | Hammarby IF                                                         | 1:51,59  |
| 1 500 meter              | Rizak Dirshe        | Malmö AI                                                              | 3:42,11  | Olle Walleräng    | Spårvägens FK                                                       | 3:42,14  | Johan Walldén       | Gefle IF                                                            | 3:47,75  |
| 5 000 meter              | Olle Walleräng      | Spårvägens FK                                                         | 13:56,08 | Johan Wallerstein | IFK Lund                                                            | 14:08,99 | Henrik Skoog        | Spårvägens FK                                                       | 14:09,94 |
| 10 000 meter             | Adil Bouafif        | Hässelby SK                                                           | 29:47,33 | Oskar Käck        | Hälle IF                                                            | 29:47,65 | Fredrik Uhrbom      | Spårvägens FK                                                       | 29:47,81 |
| Halvmaraton              | Erik Petersson      | Mölndals AIK                                                          | 1:06:49  | Mikael Ekvall     | Strömstad LK                                                        | 1:07:08  | Lars Johansson      | Enhörna IF                                                          | 1:07:41  |
| Maraton                  | Said Regragui       | Hässelby SK                                                           | 2:22:57  | Jonas Buud        | IFK Mora                                                            | 2:24:37  | Lars Johansson      | Enhörna IF                                                          | 2:26:47  |
| 4 km terräng             | Mustafa Mohamed     | Hälle IF                                                              | 11:02    | Adil Bouafif      | Hässelby SK                                                         | 11:09    | Olle Walleräng      | Spårvägens FK                                                       | 11:13    |
| 12 km terräng            | Mustafa Mohamed     | Hälle IF                                                              | 35:05    | Adil Bouafif      | Hässelby SK                                                         | 35:48    | Oskar Käck          | Hälle IF                                                            | 35:56    |
| 4 km terräng lagtävling  | Spårvägens FK       | Henrik Skoog, Olle Walleräng, Fredrik Uhrbom                          | 34:00    | Hälle IF          | Mustafa Mohamed, Oskar Käck, Patrik Andersson                       | 34:17    | Hässelby SK         | Adil Bouafif, Andreas Åhwall, Rachid Benjira                        | 34:24    |
| 12 km terräng lagtävling | Hässelby SK         | Said Regragui, Adil Bouafif, Peter Gross                              | 1:48:52  | Hälle IF          | Mustafa Mohamed, Oskar Käck, Patrik Andersson                       | 1:49:18  | Enhörna IF          | Lars Johansson, Linus Nilsson, Marek Poszepczynski                  | 1:52:43  |
| 110 meter häck           | Philip Nossmy       | Malmö AI                                                              | 13,72    | Robert Kronberg   | IF Kville                                                           | 13,77    | Josua Gustafsson    | Ullevi FK                                                           | 14,61    |
| 400 meter häck           | Thomas Nikitin      | Spårvägens FK                                                         | 51,42    | Niklas Larsson    | Hässelby SK                                                         | 51,65    | Henrik Encke        | Hässelby SK                                                         | 52,99    |
| 3 000 meter hinder       | Per Jacobsen        | IF Göta                                                               | 8:50,85  | Daniel Lundgren   | Turebergs FK                                                        | 8:56,80  | Fredrik Johansson   | IFK Växjö                                                           | 8:57,45  |
| 4 x 100 meter            | Malmö AI            | Daniel Persson, Philip Nossmy, Jens Löfgren, Jesper Lang              | 41,02    | Ullevi FK         | David Sennung, Simon Johansson, Jonas Hilmersson, Christofer Sandin | 41,67    | Spårvägens FK       | Juan Pettersson, Emil Zail, Mattias Sunneborn, Thomas Nikitin       | 41,72    |
| 4 x 400 meter            | Turebergs FK        | Sebastian Öberg, Gustav Karnebäck, Fredrik Hallinder, Nil de Oliviera | 3:12,25  | Hässelby SK       | Henrik Encke, Niklas Larsson, Mattias Claesson, Andreas Mokdasi     | 3:12,83  | Spårvägens FK       | Johan Svensson, Karim Mohammadi, Mattias Sunneborn, Thomas Nikitin  | 3:16,09  |
| 4 x 800 meter            | Hammarby IF, lag 1  | Fredrik Karlsson, Erik Emilsson, Rickard Pell, Joakim Löfwing         | 7:32,16  | Turebergs FK      | William Taudien, John Laselle, Martin Stjernlöf, Daniel Lundgren    | 7:41,89  | Hammarby IF, lag 2  | Per Synnerman, André Kihlström, Alexander Persson, Johan Klinteskog | 7:44,02  |
| 4 x 1 500 meter          | Malmö AI            | Martin Nilson, Jeppe Thomsen, Jonas Leanderson (Glans), Rizak Dirshe  | 15:58,23 | Spårvägens FK     | Tobias Lundgren, Fredrik Uhrbom, Henrik Skoog, Olle Walleräng       | 15:59,48 | Hammarby IF         | Joakim Löfwing, Magnus Jensen, Erik Emilsson, Richard Pell          | 16:04,19 |
| Höjdhopp                 | Mehdi Alkhatib      | SoIK Hellas                                                           | 2,15     | Erik Sundlöf      | Glanshammars IF                                                     | 2,07     | Carl Rönnow         | SC Athletique                                                       | 2,07     |
| Stavhopp                 | Oscar Janson        | Ullevi FK                                                             | 5,40     | Gustaf Hultgren   | Örgryte IS                                                          | 5,12     | Petter Olson        | Malmö AI                                                            | 5,00     |
| Längdhopp                | Michel Tornéus      | IFK Tumba                                                             | 8,09     | David Frykholm    | IF Göta                                                             | 7,62     | Mattias Sunneborn   | Spårvägens FK                                                       | 7,54     |
| Tresteg                  | Christian Olsson    | Örgryte IS                                                            | 16,72    | Andreas Otterling | KFUM Örebro                                                         | 15,51    | Daniel Falk         | IK Lerum FI                                                         | 15,06    |
| Kulstötning              | Niklas Arrhenius    | Spårvägens FK                                                         | 17,87    | Robert Melin      | Bottnaryds IF                                                       | 17,50    | Mats Olsson         | Järvsö IF                                                           | 17,20    |
| Diskus                   | Per Rosell          | Ullevi FK                                                             | 58,40    | Ulf Ankarling     | IF Göta                                                             | 54,76    | Staffan Jönsson     | Hässelby SK                                                         | 54,59    |
| Släggkastning            | Mattias Jons        | Hässelby SK                                                           | 69,28    | Stefan Kvist      | Alvesta FI                                                          | 63,95    | Daniel Nyman        | IFK Växjö                                                           | 63,17    |
| Spjut                    | Daniel Ragnvaldsson | IFK Umeå                                                              | 72,73    | Gabriel Wallin    | Södertälje IF                                                       | 70,01    | Jonas Lohse         | Mölndals AIK                                                        | 69,23    |
| Tiokamp                  | Petter Olson        | Malmö AI                                                              | 7 320    | Björn Johansson   | Västerås FK                                                         | 7 102    | Erik Larsson        | FGF Gotland                                                         | 6 980    |
| Lagtävling               | Hässelby SK         | -                                                                     | 69       | Spårvägens FK     | -                                                                   | 67       | IF Göta             | -                                                                   | 65       |

### Damer
| Gren                    | Guld                      | Guld                                                               | Guld     | Silver                   | Silver                                                                | Silver   | Brons               | Brons                                                                             | Brons    |
| ----------------------- | ------------------------- | ------------------------------------------------------------------ | -------- | ------------------------ | --------------------------------------------------------------------- | -------- | ------------------- | --------------------------------------------------------------------------------- | -------- |
| 100 meter               | Lena Berntsson            | Ullevi FK                                                          | 11,50    | Emma Rienas              | IF Göta Karlstad                                                      | 11,73    | Julia Skugge        | Glanshammars IF                                                                   | 11,81    |
| 200 meter               | Lena Berntsson            | Ullevi FK                                                          | 24,12    | Moa Hjelmer              | Spårvägens FK                                                         | 24,32    | Mathilda Hultgren   | IK Ymer                                                                           | 24,39    |
| 400 meter               | Rebecca Högberg           | KFUM Örebro                                                        | 53,01    | Sandra Wagner            | KFUM Örebro                                                           | 53,34    | Stine Tomb          | Hammarby IF                                                                       | 53,49    |
| 800 meter               | Charlotte Schönbeck       | IFK Lidingö                                                        | 2.04,58  | Sofia Öberg              | IFK Lidingö                                                           | -        | Lovisa Lindh        | Ullevi FK                                                                         | -        |
| 1 500 meter             | Charlotte Schönbeck       | IFK Lidingö                                                        | 4:24,29  | Lisa Blommé              | Hässelby SK                                                           | 4:25,50  | Charlotta Fougberg  | Ullevi FK                                                                         | 4:27,10  |
| 5 000 meter             | Isabellah Andersson       | Hässelby SK                                                        | 15:45,08 | Ida Nilsson              | Högby IF                                                              | 15:50,62 | Lisa Blommé         | Hässelby SK                                                                       | 15:51,68 |
| 10 000 meter            | Isabellah Andersson       | Hässelby SK                                                        | 33:32,72 | Anna von Schenck         | Hässelby SK                                                           | 35:24,71 | Karin Sennvall      | Hässelby SK                                                                       | 35:30,32 |
| Halvmaraton             | Isabellah Andersson       | Hässelby SK                                                        | 1:14:22  | Anneli Österberg         | Rånäs 4H                                                              | 1:19:17  | Camilla Lindholm    | IS Göta                                                                           | 1:19:42  |
| Maraton                 | Isabellah Andersson       | Hässelby SK                                                        | 2:33:52  | Lena Gavelin             | Trångsvikens IF                                                       | 2:40:52  | Alexandra Svensson  | Hultsfreds LK                                                                     | 2:47:06  |
| 4 km terräng            | Ulrika Johansson (Flodin) | Rånäs 4H                                                           | 12:51    | Lisa Blommé              | Hässelby SK                                                           | 12:59    | Hanna Karlsson      | Malmö AI                                                                          | 13:14    |
| 8 km terräng            | Ulrika Johansson (Flodin) | Rånäs 4H                                                           | 27:03    | Isabellah Andersson      | Hässelby SK                                                           | 27:24    | Karin Sennvall      | Hässelby SK                                                                       | 27:31    |
| 4 km terräng lagtävling | Hässelby SK               | Lisa Blommé, Isabellah Andersson, Karin Sennvall                   | 39:44    | Rånäs 4H                 | Ulrika Johansson (Flodin), Anneli Österberg, Hanna Michaëlsson        | 40:48    | Spårvägens FK       | Tove Berg, Flo Jonsson, Lilian Magnusson                                          | 42:26    |
| 8 km terräng lagtävling | Rånäs 4H                  | Ulrika Johansson (Flodin), Anneli Österberg, Inga Kazlauskaite     | 1:23:08  | Hässelby SK              | Isabellah Andersson, Karin Sennvall, Louise Wiker                     | 1:23:42  | Huddinge AIS        | Susanna Damm, Catharina Sundelöf, Petra Kindlund                                  | 1:28:54  |
| 100 meter häck          | Emma Magnusson            | IFK Växjö                                                          | -        | Jessica Samuelsson       | Hässelby SK                                                           | -        | Elin Westerlund     | KA 2 IF                                                                           | -        |
| 400 meter häck          | Ulrika Johansson          | IFK Växjö                                                          | 58,12    | Frida Persson            | Hammarby IF                                                           | 58,54    | Stine Tomb          | Hammarby IF                                                                       | 58,62    |
| 3 000 meter hinder      | Ulrika Johansson (Flodin) | Rånäs 4H                                                           | 9:46,67  | Ida Nilsson              | Högby IF                                                              | 9:50,73  | Lina Alainentalo    | Hässelby SK                                                                       | 10:10,01 |
| 4 x 100 meter           | IF Göta                   | Emma Rienas, Elina Palmquist, Julia Mlakar, Caroline Sandsjoe      | 46,07    | IFK Växjö                | Ellinore Hallin, Carolina Klüft, Emma Magnusson, Ulrika Johansson     | 46,24    | Malmö AI            | Josefin Magnusson, Elizabeth Reutercrona, Daniela Lincoln-Saavedra, Daniella Busk | 46,52    |
| 4 x 400 meter           | IFK Växjö                 | Emma Magnusson, Ulrika Johansson, Josefin Svensson, Carolina Klüft | 3:42,75  | Hammarby IF              | Jasmin Sabir, Frida Persson, Sofia Hellberg Jonsén, Stine Meland-Tomb | 3:44,27  | Hässelby SK         | Samia Adan, Louise Martin, Vendela Mindelöf, Jessica Samuelsson                   | 3:44,33  |
| 4 x 800 meter           | IFK Lidingö               | Nadja Casadei, Charlotte Schönbeck, Nathalie Rohlén, Sofia Öberg   | 8:44,51  | Hässelby SK              | Elin Wiik, Samia Adan, Vendela Mindelöf, Lina Alainentalo             | 8:57,77  | Spårvägens FK       | Lena Örn, Flo Jonsson, Malin Kemi, Tove Berg                                      | 9:08,09  |
| 3 x 1 500 meter         | Spårvägens FK             | Lena Örn, Tove Berg, Flo Jonsson                                   | 13:53,00 | Hässelby SK              | Elin Wiik, Louise Wistrand, Lina Alainentalo                          | 14:02,14 | Ullevi FK           | Maria Larsson, Charlotta Fougberg, Lovisa Lindh                                   | 14:13,23 |
| Höjdhopp                | Emma Green                | Örgryte IS                                                         | 1,96     | Erika Wiklund (Kinsey)   | Trångsvikens IF                                                       | 1,83     | Ellen Björklund     | IFK Lund                                                                          | 1,81     |
| Stavhopp                | Michaela Meijer           | Örgryte IS                                                         | 4,10     | Hanna-Mia Persson        | IFK Växjö                                                             | 4,05     | Petra Olsen         | Malmö AI                                                                          | 3,99     |
| Längdhopp               | Jessica Samuelsson        | Hässelby SK                                                        | 6,31     | Linda Berntsson          | Mölndals AIK                                                          | 6,20     | Malin Olsson        | Malmö AI                                                                          | 5,99     |
| Tresteg                 | Angelica Ström            | Gefle IF                                                           | 13,31    | Kristine Franke Björkman | IF Göta                                                               | 13,24    | Lynn Johnson        | Ullevi FK                                                                         | 12,92    |
| Kulstötning             | Helena Engman             | Riviera FI                                                         | 17.11    | Carolina Hjelt           | Huddinge AIS                                                          | 15.01    | Catarina Andersson  | Hässelby SK                                                                       | 14.34    |
| Diskus                  | Anna Söderberg            | Ullevi FK                                                          | 61,04    | Sofia Larsson            | IF Göta Karlstad                                                      | 57,33    | Anna-Karin Svensson | Ullevi FK                                                                         | 48,87    |
| Släggkastning           | Cecilia Nilsson           | Råby-Rekarne FIF                                                   | 65,37    | Tracey Andersson         | IFK Trelleborg                                                        | 64,47    | Marie Hilmersson    | Falu IK                                                                           | 61,86    |
| Spjut                   | Annika Petersson          | Gefle IF                                                           | 56,15    | Anna Wessman             | IFK Växjö                                                             | 54,80    | Malin Andersson     | Heleneholms IF                                                                    | 46,74    |
| Sjukamp                 | Frida Linde               | Täby IS                                                            | 5 137    | Josephine Rohr           | Bålsta IK                                                             | 5 059    | Lisa Linell         | Ljungby FIK                                                                       | 4 953    |
| Lagtävling              | Ullevi FK                 | -                                                                  | 72,5     | Spårvägens FK            | -                                                                     | 70       | Hässelby SK         | -                                                                                 | 66       |

### Fotnoter
1. ↑  ”Resultatarkiv hos friidrott.se”. friidrott.se. Arkiverad från originalet den 8 december 2015. https://web.archive.org/web/20151208110629/http://www.friidrott.se/rs/resultat.aspx?year=2009&type=2. Läst 23 april 2013.
2. 1 2 3 4 5 6 7 8 9 10 11 12 13 14 15 16 17 18 19 20 21 22 23 24 25 26 27 28 29 30 31 32 33 34 35 36  ”Stora SM 2009”. Arkiverad från originalet den 13 december 2009. https://archive.is/20091213202749/http://88.131.109.176/folksam/sm09/resultat.php. Läst 23 april 2013.
3. ↑  ”SM halvmarathon 2009, herrar”. goteborgsvarvet.se. Arkiverad från originalet den 8 december 2015. https://web.archive.org/web/20151208052044/http://www.goteborgsvarvet.se/wp-content/uploads/2014/04/Resultat-Herrar-SM-2009.pdf. Läst 26 april 2015.
4. 1 2  ”SM i marathon 2009”. archive.org. Arkiverad från originalet den 2 juni 2009. https://web.archive.org/web/20090602015855/http://resultat.marathon.se/sm2009/Start/index.cfm?Lan_ID=1. Läst 28 mars 2015.
5. 1 2 3 4  ”Terräng-SM 2009, individuellt”. idrottonline.se. Arkiverad från originalet den 8 december 2015. https://web.archive.org/web/20151208063956/http://www8.idrottonline.se/HammarbyIFFI-Friidrott/Traningsgrupper/TerrangSM2009/Resultat090429/. Läst 1 maj 2013.
6. 1 2 3 4  ”Terräng-SM 2009, lag”. idrottonline.se. Arkiverad från originalet den 8 december 2015. https://web.archive.org/web/20151208045303/http://www8.idrottonline.se/HammarbyIFFI-Friidrott/Traningsgrupper/TerrangSM2009/Resultat-Lag090501/. Läst 1 maj 2013.
7. 1 2 3 4 5 6 7 8  ”Stafett-SM 2009”. ifgota.se. Arkiverad från originalet den 4 mars 2016. https://web.archive.org/web/20160304103354/http://www.ifgota.se/result/Uploaded/stafettsm09.html. Läst 29 maj 2013.
8. ↑  ”Omhoppning stav 2009”. archive.org. Arkiverad från originalet den 13 augusti 2010. https://web.archive.org/web/20100813091524/http://www.mai.se/sm/resultat/ResultatStavhopp.pdf. Läst 28 mars 2015.
9. 1 2  ”SM i mångkamp 2009”. proteamonline.se. Arkiverad från originalet den 1 oktober 2011. https://web.archive.org/web/20111001085540/http://www.proteamonline.se/storage/customers/978/editor/mangkamp_sm2009_resultat.pdf. Läst 1 maj 2013.
10. 1 2  ”Lag-SM 2009”. idrottonline.se. Arkiverad från originalet den 8 december 2015. https://web.archive.org/web/20151208050634/http://www8.idrottonline.se/HammarbyIFFI-Friidrott/Traningsgrupper/Lag-SMFinal2009/Resultat/. Läst 1 maj 2013.
11. ↑  ”SM halvmarathon 2009, damer”. goteborgsvarvet.se. Arkiverad från originalet den 8 december 2015. https://web.archive.org/web/20151208041421/http://www.goteborgsvarvet.se/wp-content/uploads/2014/04/Resultat-Damer-SM-2009.pdf. Läst 26 april 2015.
12. ”Ändrade SM-resultat 2009”. friidrott.se. 7 december 2009. Arkiverad från originalet den 10 december 2022. https://web.archive.org/web/20221210221723/https://iof2.idrottonline.se/. Läst 21 november 2016.